# Кара-Донгак, Екатерина Николаевна
Кара-Донгак Екатерина Николаевна (1984) — заслуженная артистка Республики Тыва.

## Биография
Е. Н. Кара-Донгак родилась 5 августа 1984 года в селе Тээли Бай-Тайгинского района Тувинской АССР в многодетной семье 6-м ребёнком. Её интерес к танцу возник в детстве, когда училась в музыкальной школе с Тээли. Окончив 9 класс Тээлинской средней школы, поступила в Кызылское училище искусств на отделение «Хореография». После окончания училища устроилась работать в ансамбль «Саяны» артисткой балета. В 2007 году окончила Восточно-Сибирский институт культуры — его тувинский филиал, специальность — народное художественное творчество. В составе ансамбля «Саяны» Е. Кара-Донгак представляла тувинскую культуру в Испании, Бельгии, Голландии, Франции, Монголии и др.

## Награды и звания
- Лауреат III степени на IV Международном конкурсе сольного национального танца стран Азиатско-Тихоокеанского региона (Улан-Удэ, 2010)
- Номинант «Лучшая исполнительница парного танца» во Всероссийском конкурсе народного танца «Лидер года 2007» (Москва, 2007)[3]
- Заслуженная артистка Республики Тыва (2009)[4]
- 2-е место в Международном конкурсе сольного танца имени Махмуда Эсамбаева (Грозный, 2011)
- Призёр серебряного и бронзового медалей в Международном конкурсе солистов и ансамблей (Монголия, 2015)